# Празька дефенестрація

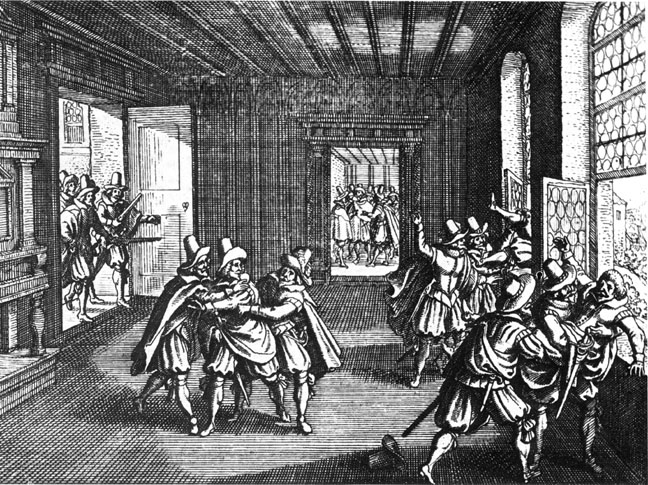
«Празька дефенестрація»

Празькі дефенестрації (чеськ. Pražské defenestrace, нім. Prager Fenstersturz, лат. Defenestratio Pragensis; лат. de fenestra — через вікно) — це три історичні події в Богемії, під час яких людей викидали з вікна (тобто здійснювали дефенестрацію). Найвідомішою стала подія в Празі 1618 року, коли обурені протестантські стани викинули з вікна Празького граду двох королівських намісників та їхнього секретаря, після чого оприлюднили докладне виправдання своїх дій. У Середньовіччі та ранньомодерну добу дефенестрація не була рідкісним явищем — цей акт часто мав характер лінчування або насильства з боку натовпу у формі спільного вбивства.
Перша урядова дефенестрація відбулася у 1419 році, друга — у 1483 році, а третя — у 1618 році, хоча термін "Празька дефенестрація" найчастіше стосується саме третього випадку. Проте подію 1483 року часто не визнають "значущою дефенестрацією", що призводить до певної плутанини, коли дефенестрацію 1618 року називають "другою празькою дефенестрацією". Перша і третя дефенестрації стали поштовхом до тривалих релігійних конфліктів — або всередині Богемії (Гуситські війни, 1-ша дефенестрація), або за її межами (Тридцятирічна війна, 3-тя дефенестрація), тоді як друга сприяла встановленню релігійного миру в країні на 31 рік (Кутногорський мир, 2-га дефенестрація).

## Дефенестрація 1419
Це було вбивство сімох членів міської ради натовпом радикальних гуситів 30 липня 1419. Гуситські війни, що почалися після цього, продовжувалися до 1436 року.

## Дефенестрація 1618
Це була центральна подія, що призвела до початку Тридцятирічної війни в 1618. Чеська аристократія виступала проти обрання Фердинанда, герцога Штирійського і провідника Контрреформації королем Богемії. У Празі 23 травня 1618 року протестантські дворяни на чолі з графом Турном викинули імперських намісників Вільяма Славата і Ярослава Мартініца і їх писаря Фабріціуса в рів з високого фортечного вікна в Празькому граді. Вони не загинули, оскільки впали в купу гною. Католицька церква пояснювала їх порятунок допомогою ангелів в їх праведній справі.

## Дефенестрація 1948
В літературі також зустрічається термін Третя Празька дефенестрація — 10 березня 1948 року Ян Масарик, міністр закордонних справ Чехословацької республіки, єдиний несоціалістичний міністр, був знайдений мертвим навпроти вікна ванної кімнати Міністерства закордонних справ у Празі. Досі невідомо точно — це самогубство або вбивство. Ця подія в західній публіцистиці також іноді називається Празькою дефенестрацією.